# ジョン・ハークス
ジョン・ハークス（John Harkes, 1967年3月8日 - ）は、アメリカ合衆国ニュージャージー州カーニー出身スコットランド系アメリカ人の元サッカー選手。ハークスは、アメリカ人として初めてイングランド・プレミアリーグでプレーした選手であり、聖地ウェンブリー・スタジアムで得点を記録した2人目の選手でもあり、アメリカサッカー殿堂入りを果たしている。2度のワールドカップ出場、D.C.ユナイテッドではMLSカップを2度優勝した。
1990年代のアメリカ代表の中盤に欠かせない存在であり、サンプソン監督により代表選考から落ちるまでは"生涯キャプテン"とも呼ばれていた。彼の代表キャリアは通算で90試合6得点だった。引退後は、ESPNのMLS中継時のピッチレポーターをしており、2009年のコンフェデレーションズカップと2010年のFIFAワールドカップで仕事をこなした。

## 私生活と生い立ち
ハークスはD.C.ユナイテッド時代から、バージニア州アレクサンドリアに住んでいる。両親がスコットランドから移住してきてから生まれた最初の世代である。

## アマチュア時代

### 高校生活
ハークスはサッカーの盛んな町、ニュージャージー州カーニーで育った。ユースと高校サッカーは、将来、代表でともに活躍するトニー・メオラとタブ・ラモスと共にプレーした。

### 大学時代
1985年からの3年間、ハークスはバージニア大学に通い、後にD.C.ユナイテッドの監督となるブルース・アリーナのもとでサッカーを続けた。大学4年次の1988年には、アメリカ代表のために全てを費やすことを決めた。その年は1988年ソウルオリンピックに参加し、1990年のワールドカップの予選が始まった年だった。

## プロキャリア

### マイナーリーグ
ハークスは北米サッカーリーグ(ASL)のアルバニー・キャピタルズでプロキャリアをスタートさせた。その年のベストイレブンに選ばれた。

### イングランド
ハークスは1990年にイングランドのフットボールリーグ、シェフィールド・ウェンズデイに移籍した。そのシーズンのダービー・カウンティとの試合で、彼は32メートルの電光石火のゴールを、元イングランド代表でワールドカップ出場歴のあるピーター・シルトンから決め、このゴールはイングランドの年間ベストゴールとなった。また、ウェンブリー・スタジアムでプレーした2番目のアメリカ人選手となり、チームは1991年のリーグカップ決勝まで進んだ。その試合で1部リーグのマンチェスター・ユナイテッドに対して1-0の番狂わせを演じ、また、1部リーグへの昇格も決めた、重要な1年になった。
1993年、リーグカップの決勝で1-2とアーセナルに対して敗れはしたものの、ハークスはアメリカ人選手で初めて決勝でのゴールを挙げただけでなく、FAトロフィーでのマイク・マスターズ(コルチェスター・ユナイテッド所属)以来のウェンブリー・スタジアムでゴールを決めた、つまり2番目のゴール記録者となった。残念な結果に終わったリーグカップの1ヶ月後、FAカップで再びアーセナルと対峙し、またも敗れてしまった。これは1-1の引き分けに対して再試合の1-2での敗戦だった。ハークスはその夏、ダービー・カウンティへ移籍し、2シーズンをプレーした。1995年、秋開幕のメジャーリーグサッカー(MLS)の創設準備が始まると、注目を浴びるような選手との契約を進めていき、ハークスもその目玉のひとりとしてMLSと契約した。しかし、リーグ開幕は翌秋に変更され、ハークス自身も1年間のローン移籍によって、ウェストハム・ユナイテッドでプレーすることとなった。

### メジャーリーグサッカー
1996年、ハークスは海外でプレーするほかのアメリカ代表選手とともにアメリカに戻り、メジャーリーグサッカー創設に参加した。MLSは数多くの有名アメリカ人選手と契約し、最終的に戦力均衡のために彼らをそれぞれのチームに分配した。MLSはハークスをD.C.ユナイテッドに配し、彼をチームの最初の選手とした。その最初のシーズンは、チームをMLSカップの勝利とUSオープンカップタイトルへ導いた。D.C.ユナイテッドは翌年もMLSカップのタイトルを制し、ハークスは決勝戦の決勝ゴールをアシストした。
1998年ワールドカップのメンバー選考から落選するも、それでもシカゴ・ファイアーにMLSカップ決勝で負ける直前に、リーグではサポーターズ・シールドを獲得することができた。彼はまた、D.C.ユナイテッドをMLSのクラブで初めてCONCACAFチャンピオンズカップで優勝するのに貢献し、その上、コパ・インテラメリカーナでブラジルのバスコ・ダ・ガマを破るというサプライズを起こした。
1998年シーズンの終わりに、彼はイングランドに渡り、ノッティンガム・フォレストの2週間のテストを受けた。1999年1月28日、正式に2ヶ月のローン移籍でフォレストの一員となり、3試合に出場した。その中には悪名高き、マンチェスター・ユナイテッドとの1-8の大惨敗も入っている。彼がイングランドにいる間に、D.C.ユナイテッドは彼をニューイングランド・レボリューションにドラフトでトレードさせた。これはサラリーキャップ制度での上限に合わせた移籍だった。
ハークスは2001年シーズン半ばにコロンバス・クルーにトレードになるまでの3シーズンをニューイングランドでプレーした。2002年は怪我に悩まされ、翌年、2003年に現役を退いた。

## アメリカ代表
ハークスは1990年ワールドカップには出場したものの、1994年のワールドカップ本戦直前の最終選考で大激論の末、サンプソン監督により落選した。
ハークスは1987年3月23日の対カナダ戦で代表デビューした。すぐにポジションをつかみ、1988年の夏季五輪のメンバー入りをした。この大会で、アメリカは1勝1分1敗でグループリーグを突破できなかった。彼は来たるワールドカップのために代表でのプレーを続けた。チームは最終予選での最終戦でトリニダード・トバゴに1-0で勝利し、本戦出場を果たした。
1990年のワールドカップで、彼はセミプロや大学生選手が中心となったアメリカ代表のメンバーに入った。初戦はチェコスロバキアに1-5と大敗北を喫したが、2戦目のホスト国で最終的には準優勝となるイタリアとの戦いは0-1と善戦した。そして、最終戦はオーストリアに1-2で敗れ、3戦全敗となったが、この大会のメンバーである、ハークス、ラモス、メオラ、バルボア、ウィナルダといった面々はMLSの創設での中心選手に育っていったのだった。
1994年ワールドカップをホスト国として迎えたアメリカは、コロンビアに2-1で勝つという予想外の勝利もあり、ベスト16に駆け上がった。ハークスは、アメリカ戦でオウンゴールを献上してしまったことで起きた、コロンビアのディフェンダー、アンドレス・エスコバルの射殺に対して起因になってしまった。ハークスの左からアーニー・スチュワートに向けて上げたクロスボールをエスコバルが跳ね返そうとして、そのボールがオウンゴールになったからだった。
決勝トーナメントまで進んだものの、ハークスはグループリーグのルーマニア戦で2枚目のイエローカードをもらい、規定で1試合出場できない状態でブラジル戦を迎えた。ブラジルは1-0でアメリカを下し、最後にはワールドカップを制した。
コパ・アメリカ1995では、ゲストチームとして迎えられたトーナメントで前回優勝のアルゼンチンを3-0で打ち負かすのに貢献し、チームは準決勝まで進めることができた。彼は、MVPの座をウルグアイのエンツォ・フランチェスコリと分けあうほどの貢献ぶりだった。
1996年、フランスワールドカップの予選が始まる前年に、サンプソン監督が"生涯キャプテン"と名指しして、それはサンプソン監督が代表監督である限り、キャプテンとして望まれているということだった。彼は期待に応え、3回連続のワールドカップ出場へと助力していき、出場を決めた。

### 1998年ワールドカップの大論争
しかし、サンプソン監督は「リーダーシップの問題」について説明無きまま、ハークスをワールドカップの代表から落選させるという物議ある行動に出た。この辛酸は"生涯キャプテン"の鉄則を破ったものであり、1999年発売のデニース・カーナンとの共著の自叙伝「Captain for Life: And Other Temporary Assignments」(ISBN 1-886947-49-X)にも閃として描かれている。本によると、ハークスはサンプソン監督を「チーム内での代表試合数の多い選手による信用性」の欠如と「若くて国際経験のある選手によるプレッシャーにさらされている」ことで非難したことになっている。そして、こう締めくくっている。「スティーブはこの数ヶ月でワールドカップを指揮するにふさわしいと思わない」と。1998年のチームは3試合全てで敗戦を喫して終焉を迎えた。
ハークスは1999年、ブルース・アリーナ監督により代表に復帰し、コンフェデレーションズカップでの銅メダル獲得に貢献した。代表で2000年まで活躍し、90試合出場の記録を残した。

### 国際試合でのゴール
| # | 日時          | 場所                          | 対戦相手     | スコア | 最終結果 | 大会          |
| - | ------------- | ----------------------------- | ------------ | ------ | -------- | ------------- |
| 1 | 1989年8月13日 | カリフォルニア州 ロサンゼルス | 韓国         | 1–2    | 1–2      | 親善試合      |
| 2 | 1990年2月24日 | カリフォルニア州 パロアルト   | ソビエト連邦 | 1–0    | 1–3      | 親善試合      |
| 3 | 1992年5月30日 | ワシントンD.C.                | アイルランド | 3–1    | 3–1      | 1992 USカップ |
| 4 | 1992年5月6日  | イリノイ州 シカゴ             | イタリア     | 1–1    | 1–1      | 1992 USカップ |
| 5 | 1995年6月11日 | マサチューセッツ州 ボストン   | ナイジェリア | 1–1    | 3–2      | 1995 USカップ |
| 6 | 1995年6月18日 | ワシントンD.C.                | メキシコ     | 3–0    | 4–0      | 1995 USカップ |

## 引退後
2003年、ハークスは引退を表明した。その後、D.C.ユナイテッドの若手育成部門のダイレクターを務め、FOXスポーツチャンネルのピッチレポーターとして活躍した。
2005年にはアメリカサッカー殿堂入りを果たしている。
2006年のワールドカップの際にはESPNとABCの解説者の仕事をこなし、2008年から2011年まで両局のメイン解説者を務めた。
一方で、2006年にD.C.ユナイテッドの仕事を終え、ブルース・アリーナ監督のもと、アシスタントコーチとしてニューヨーク・レッドブルズ入りをし、アリーナが解任になった際にはともにチームを去った。
長期に渡る少年育成サポートのため、ハークスは2010年にアメリカスコアという慈善団体の委員になり、小中学生の放課後プログラムの提供を行っている。
2012年から2013年にかけて、ハークスはコムキャストスポーツのカバーするD.C.ユナイテッドの試合のメイン解説者の仕事をこなした。

## 個人成績
| クラブ成績   | クラブ成績                           | クラブ成績            | リーグ | リーグ | カップ           | カップ           | リーグカップ | リーグカップ | 国際大会       | 国際大会       | 通算 | 通算 |
| シーズン     | クラブ                               | リーグ                | 出場   | 得点   | 出場             | 得点             | 出場         | 得点         | 出場           | 得点           | 出場 | 得点 |
| イングランド | イングランド                         | イングランド          | リーグ | リーグ | FAカップ         | FAカップ         | リーグカップ | リーグカップ | 欧州           | 欧州           | 通算 | 通算 |
| ------------ | ------------------------------------ | --------------------- | ------ | ------ | ---------------- | ---------------- | ------------ | ------------ | -------------- | -------------- | ---- | ---- |
| 1990-91      | シェフィールド・ウェンズデイ         | フットボールリーグ2部 | 23     | 2      | 0                | 0                | 1            | 0            | 0              | 0              | 24   | 2    |
| 1991-92      | シェフィールド・ウェンズデイ         | フットボールリーグ1部 | 29     | 3      | 0                | 0                | 0            | 0            | 0              | 0              | 29   | 3    |
| 1992-93      | シェフィールド・ウェンズデイ         | プレミアリーグ        | 29     | 2      | 2                | 0                | 1            | 1            | 0              | 0              | 32   | 3    |
| 1993-94      | ダービー・カウンティ                 | フットボールリーグ1部 | 32     | 2      | 0                | 0                | 0            | 0            | 0              | 0              | 32   | 2    |
| 1994-95      | ダービー・カウンティ                 | フットボールリーグ1部 | 35     | 3      | 0                | 0                | 0            | 0            | 0              | 0              | 35   | 3    |
| 1995-96      | ウェストハム・ユナイテッド           | プレミアリーグ        | 12     | 0      | 0                | 0                | 0            | 0            | 0              | 0              | 12   | 0    |
| USA          | USA                                  | USA                   | リーグ | リーグ | USオープンカップ | USオープンカップ | MLSカップ    | MLSカップ    | 北中米カリブ海 | 北中米カリブ海 | 通算 | 通算 |
| 1996         | D.C. ユナイテッド                    | MLS                   | 29     | 3      | 0                | 0                | 6            | 0            | 0              | 0              | 35   | 3    |
| 1997         | D.C. ユナイテッド                    | MLS                   | 25     | 5      | 1                | 0                | 5            | 0            | 0              | 0              | 31   | 5    |
| 1998         | D.C. ユナイテッド                    | MLS                   | 29     | 6      | 0                | 0                | 6            | 0            | 0              | 0              | 35   | 6    |
| 1999         | ニューイングランド・レボリューション | MLS                   | 22     | 0      | 0                | 0                | 0            | 0            | 0              | 0              | 22   | 0    |
| 2000         | ニューイングランド・レボリューション | MLS                   | 28     | 2      | 1                | 0                | 3            | 0            | 0              | 0              | 32   | 2    |
| 2001         | ニューイングランド・レボリューション | MLS                   | 5      | 0      | 0                | 0                | 0            | 0            | 0              | 0              | 5    | 0    |
| 2001         | コロンバス・クルー                   | MLS                   | 18     | 0      | 3                | 0                | 2            | 0            | 0              | 0              | 23   | 0    |
| 2002         | コロンバス・クルー                   | MLS                   | 11     | 0      | 0                | 0                | 0            | 0            | 0              | 0              | 11   | 0    |
| 通算         | イングランド                         | イングランド          | 160    | 12     | 2                | 0                | 2            | 1            | 0              | 0              | 164  | 13   |
| 通算         | USA                                  | USA                   | 167    | 16     | 5                | 0                | 22           | 0            | 0              | 0              | 194  | 16   |
| キャリア通算 | キャリア通算                         | キャリア通算          | 327    | 28     | 7                | 0                | 24           | 1            | 0              | 0              | 358  | 29   |